# 미네소타 유나이티드 FC (2010년)
미네소타 유나이티드 FC(Minnesota United FC)는 2010년에 창단된 미국의 프로 축구팀으로 미네소타주 블레인을 연고지로 하고 있다. NASL에 참가하였다. AC 세인트루이스와는 라이벌 관계에 있으며 성적은 상위권이다. 원래 팀 명칭은 NSC 미네소타 스타즈였으나 2012년에 구단명을 미네소타 스타즈로 변경하였고, 또 다시 2013년에 구단명을 미네소타 유나이티드 FC로 변경하였다.

## 역대 홈경기장
| 경기장                    | 사용기간      | 장소                    | 팀명                                                       | 비고                  |
| ------------------------- | ------------- | ----------------------- | ---------------------------------------------------------- | --------------------- |
| 내셔널 스포츠 센터        | 2010년~2016년 | 미네소타주 블레인       | NSC 미네소타 스타즈 미네소타 스타즈 미네소타 유나이티드 FC | 빈칸                  |
| 휴버트 H. 험프리 메트로돔 | 2013년        | 미네소타주 미니애폴리스 | NSC 미네소타 스타즈 미네소타 스타즈 미네소타 유나이티드 FC | 스프링시즌때 4경기함. |

## 선수 명단

### 역대
- 미네소타 유나이티드 FC